# Miconia calocoma
Miconia calocoma är en tvåhjärtbladig växtart som beskrevs av Frank Almeda. Miconia calocoma ingår i släktet Miconia och familjen Melastomataceae.
Artens utbredningsområde är Costa Rica. Inga underarter finns listade i Catalogue of Life.